# Col Agnel
Col Agnel, italsky Colle dell'Agnello, je horský průsmyk v Kottických Alpách, západně od Monte Viso mezi Francií a Itálií, dosahující výšky 2744 m.

## Col Agnel na Tour de France

### Detail stoupání
Z Château-Ville-Vieille (Francie) je stoupání dlouhé 20.5 km s průměrným sklonem 6.6%. Z Casteldelfino (Itálie) je stoupání dlouhé 22.4 km dlouhé s průměrným sklonem 6.5%.

### První na vrcholu
Výstup na Col Agnel byl poprvé zařazen do programu Tour de France v roce 2008 a to prostřednictvím 15. etapy z Embrun do Prato Nevoso.
| Rok  | Etapa | Kategorie | Start    | Cíl             | První na vrcholu |
| ---- | ----- | --------- | -------- | --------------- | ---------------- |
| 2008 | 15    | HC        | Embrun   | Prato Nevoso    | Egoi Martinez    |
| 2011 | 18    | HC        | Pinerolo | Serre-Chevalier | Maxim Iglinsky   |

## Col Agnel na Giro d'Italia

### První na vrcholu
| Rok  | Etapa | Kategorie | Start     | Cíl      | První na vrcholu   |
| ---- | ----- | --------- | --------- | -------- | ------------------ |
| 2007 | 12    | 1         | Scalenghe | Briançon | Yoann Le Boulanger |
| 2016 | 19    | 1         | Pinerolo  | Risoul   | Michele Scarponi   |